# Vena ilíaca externa
La vena ilíaca externa és una vena gran aparellada, que connecta la vena femoral amb les Vena ilíaca comuna. El seu origen es troba al marge inferior del lligament inguinal i acaba en unir-se a les vena ilíaca interna (per formar la venes ilíaca comuna).
Cada vena ilíaca externa està acompanyada al llarg del seu recorregut per l'artèria ilíaca externa.